# Vojtěch Kristián Blahník
Vojtěch Kristián Blahník (12. srpna 1888 Dobrovice u Mladé Boleslavi - 11. června 1934 Litoměřice) byl český divadelní historik a kritik.

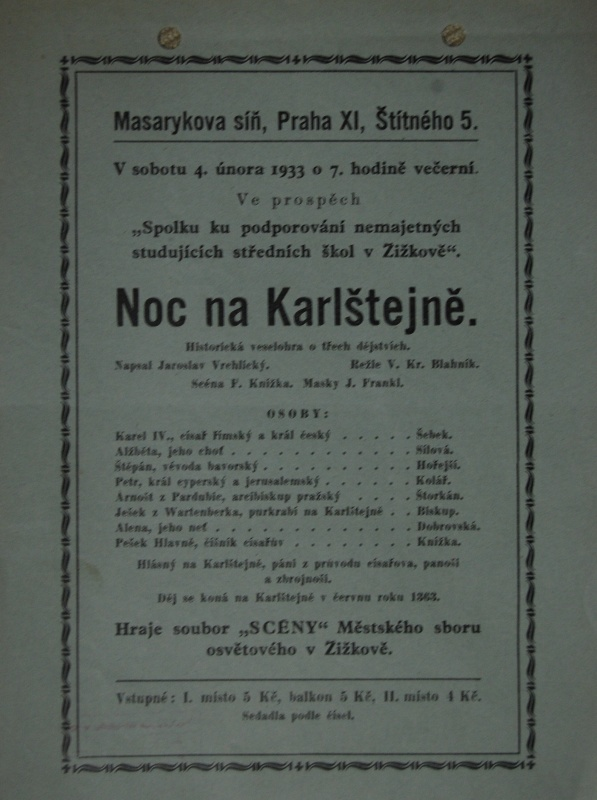
Plakát ochotnického divadla Žižkov, režie V.K.Blahník, 1932

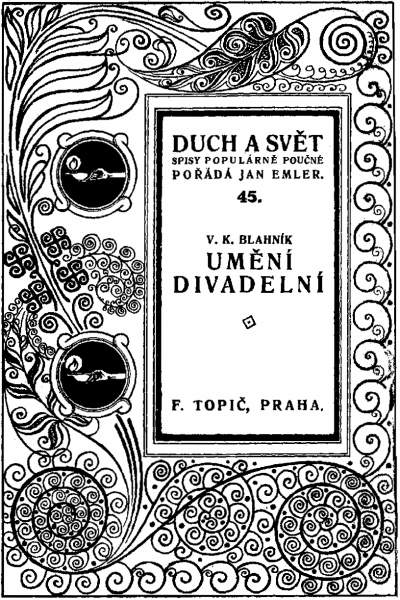
V.K.Blahník: Umění divadelní (obálka, 1918)

## Život
Narodil se v rodině úředníka cukrovaru (úředníka cukerní daně) v Dobrovici Jana Blahníka a jeho manželky Aloisie, rozené Zejdové. Rodina se vzhledem k povolání otce často stěhovala a Vojtěch Kristián Blahník navštěvoval školy v různých městech. Reálku studoval v Jičíně, Mladé Boleslavi a Pardubicích. Po maturitě v roce 1906 se pokoušel studovat strojní inženýrství, ale převažovaly divadelní zájmy a musel se po roce vrátit do Pardubic. V letech 1907–1909 byl učitelským hospitantem a učitelem na Pardubicku.
V roce 1909 odešel do Prahy, kde se živil jako redaktor.
Dne 2. května 1912 se oženil s Růženou Wenigovou. Ta byla sestrou spisovatele Adolfa Weniga a výtvarníka Josefa Weniga; divadelník František Adolf Šubert byl jejím strýcem (matčiným bratrem). Příbuzenství manželky posílilo vztah Vojtěcha Blahníka k divadlu.
I. světové války se zúčastnil na východní frontě a v Rumunsku. Po válce se stal přednostou ústřední knihovny Ministerstva národní obrany (podle jiných zdrojů přednostou politické kanceláře ministra národní obrany).
V roce 1928 vystoupil z římskokatolické církve.
Během návštěvy v Litoměřicích spáchal ve věku 45 let sebevraždu zastřelením.
Jeho dcerou byla divadelní, filmová a televizní režisérka Eva Marie Bergerová (1921–1986).

## Amatérské divadlo
Již od studentských let aktivně působil v ochotnických divadelních souborech. Působil v Ústřední matici divadelního ochotnictva českého, přednášel a režíroval.

## Dílo (výběr)
Do tisku přispíval od roku 1909, v roce 1916 psal do Národních listů fejetony z fronty; časopisecké příspěvky zveřejnil např. v Rozpravách Aventina (1930).
Divadelní práce Vojtěcha Kristiána Blahníka vycházejí z výsledků jeho teatrologického studia. Jejich předností byl rozsáhlý podkladový materiál, přehlednost a názornost; převážně přebíral cizí závěry. Nejvýznamnější práce:
- J. K. Tyla had z ráje. Život - divadlo. (monografie, obohatil zejména znalosti Tylova životopisu, 1926)
- Světové dějiny divadla (1929). Dostupné online.

## Zajímavost
Po V. K. Blahníkovi je od roku 1952 pojmenována jedna z ulic v Praze na Žižkově (Blahníkova, dříve Švihovského, mezi Kostnickým náměstím a Seifertovou ulicí). Nedaleko ve Štítného ulici byla Masarykova síň, kde příležitostně režíroval (od roku 1992 je tam Žižkovské divadlo Járy Cimrmana).